# Польская низменность
По́льская ни́зменность (пол. Niż Polski) — часть Среднеевропейской равнины на территории Польши, занимающая северные, центральные и отчасти юго-западные районы страны.

## Расположение и рельеф

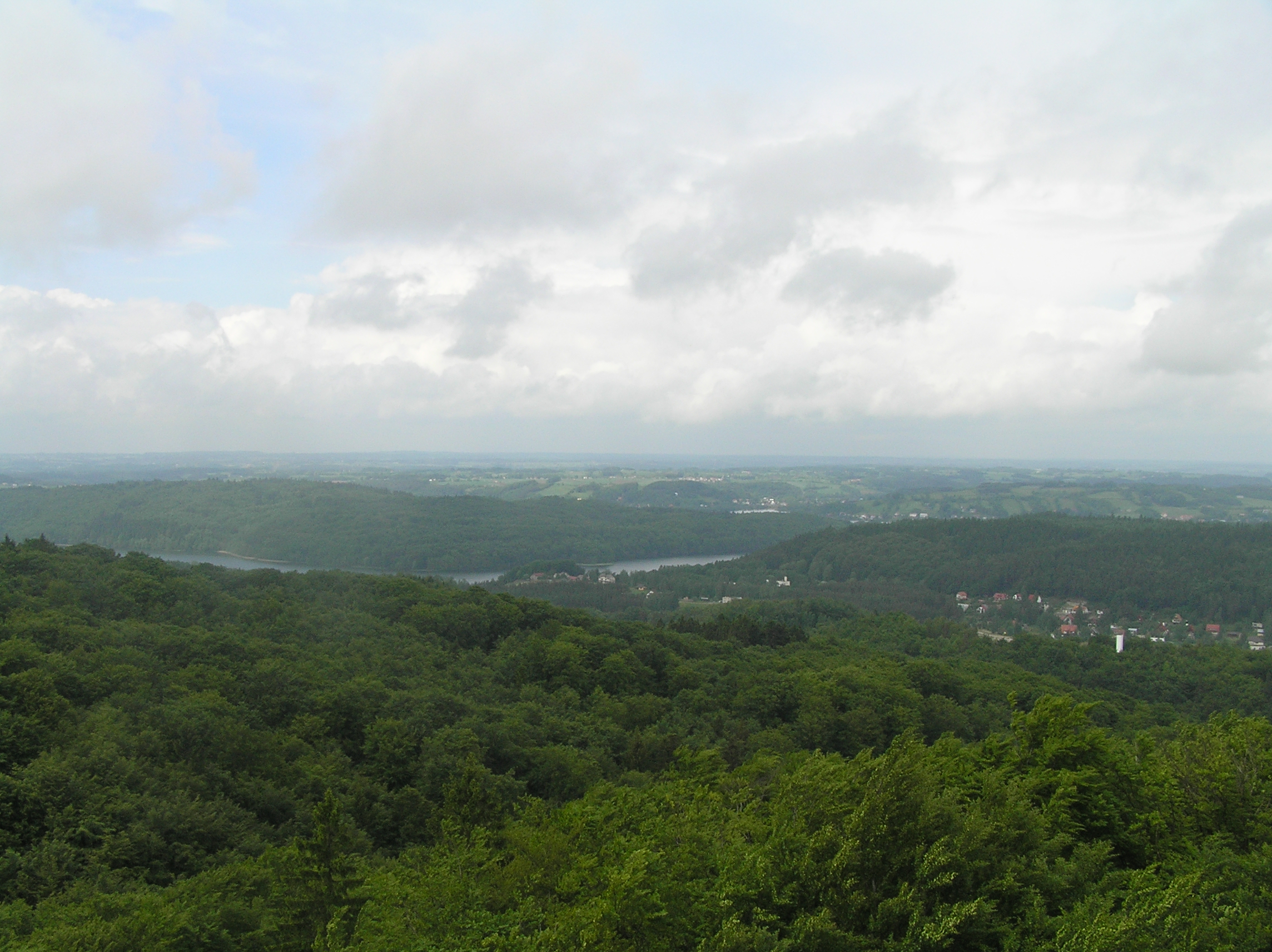
Гора Вежица

Протяжённость низменности с запада на восток (от границы с Германией до восточных границ) составляет почти 700 км, с севера на юг — 400—500 км. На севере выходит к Балтийскому морю. С юга ограничена Силезской, Малопольской и Люблинской возвышенностями. На западе переходит в Северо-Германскую низменность, на востоке — в Русскую равнину.
Поверхность низменности представляет собой всхолмлённую равнину, средняя высота которой составляет около 150 м. Высшая точка — гора Вежица (329 м), расположенная к юго-западу от Гданьска. Польская низменность сложена преимущественно древнеледниковыми отложениями — глинами, суглинками, песками, содержащими нередко большое количество валунов.
Имеются месторождения торфа, бурого угля, каменной соли, меди, нефти и природного газа.

## Реки и озёра

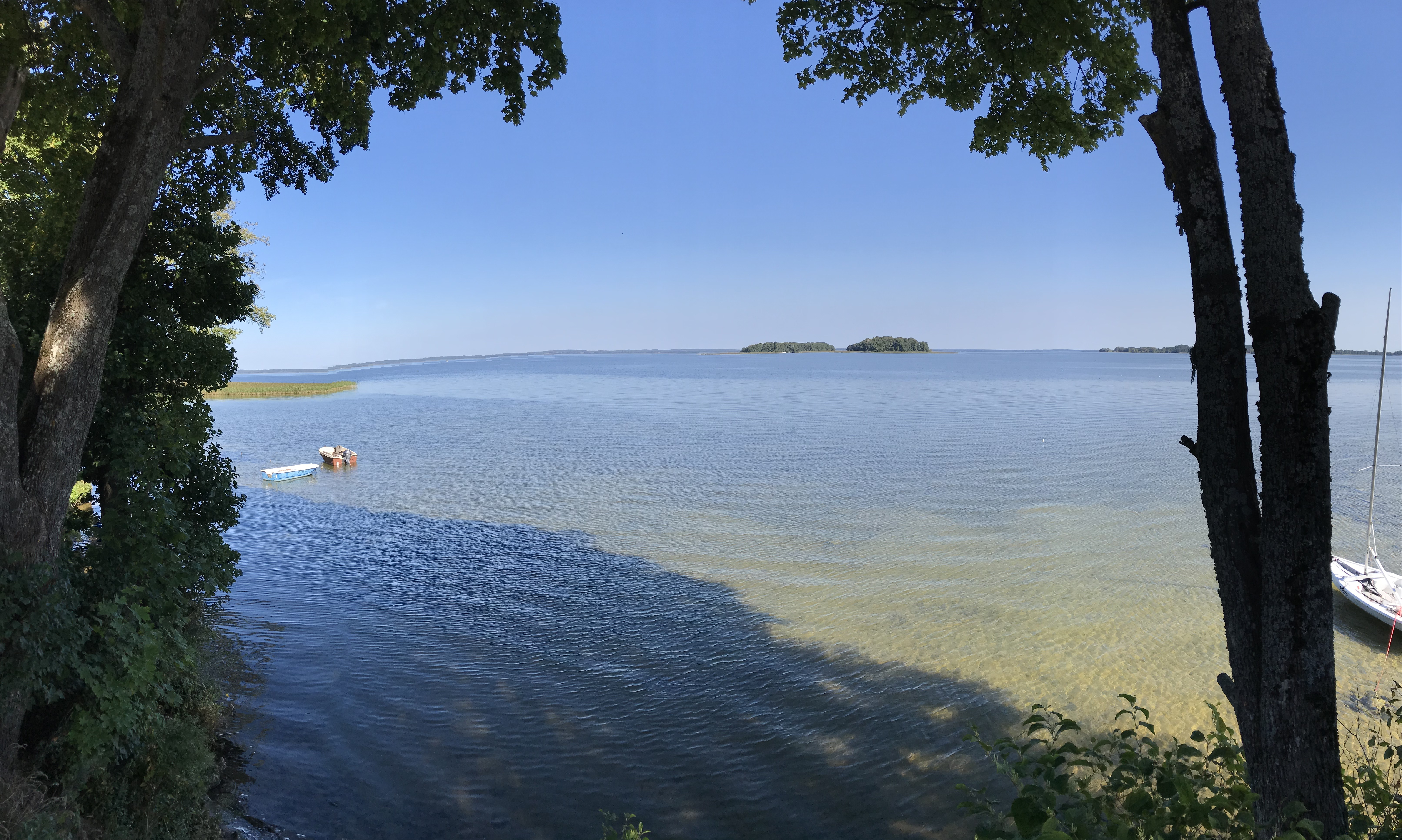
Озеро Снярдвы

Низменность расчленена густой речной сетью. Крупнейшие реки — Висла и Одра с их многочисленными притоками, которые соединены между собой судоходными каналами. В южной части балтийского побережья тянется Балтийская гряда, где сосредоточено огромное количество небольших озёр, благодаря чему отдельные участки гряды получили название поозерий (Мазурское, Поморское). Наиболее крупные озёра — Снярдвы и Мамры.

## Климат и растительность
Климат в данном районе умеренный, переходный от океанического к континентальному. Средняя температура января — от −1 °C до −3 °C, июля — от 16 до 19 °C. Годовая сумма осадков составляет 500—600 мм. На севере, вдоль побережья Балтийского моря, находятся приморские низменности, местами поросшие дубравами и сосновыми борами; большие площади занимают верещатники. Обилие холмов, озёр и валунов затрудняет здесь земледелие, что стало причиной сохранения крупных массивов сосновых и смешанных лесов.
На территории низменности располагаются Кампиноский и Великопольский национальные парки. Крупнейшие города — Варшава, Быдгощ, Гданьск, Щецин, Познань.